# Arthur Russell, 2. Baron Ampthill
Arthur Oliver Villiers Russell, 2. Baron Ampthill, GCSI, GCIE (* 19. Februar 1869, Rom, Italien; † 7. Juli 1935) war ein englischer Adliger und Diplomat. Sein internationaler Bekanntheitsgrad ist verbunden mit seinem Amt als Gründungsmitglied des Internationalen Olympischen Komitees.

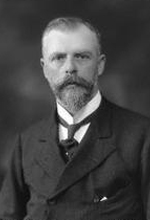
Arthur Russell, 2. Baron Ampthill

Russell wurde in Rom im Palazzo Chigi geboren, der heute Amtssitz des italienischen Ministerpräsidenten ist. Er war Sohn von Sir Odo Russell, seinerzeit inoffizieller Vertreter des Vereinigten Königreichs von Großbritannien und Irland beim Vatikan. Seine Ausbildung erhielt Russell am Eton College und an der Universität Oxford, wo er 1892 zum Bachelor of Arts graduierte. Beim Tod seines Vaters erbte er am 25. August 1884 dessen Adelstitel als 2. Baron Ampthill, der seinem Vater 1881 verliehen worden war.
In seiner Studienzeit war Russell aktiver Sportler. Insbesondere tat er sich als Ruderer hervor und nahm als solcher an zahlreichen Rennen verschiedener Collegemannschaften teil, von denen das Boat Race zwischen den Universitäten von Oxford und Cambridge wohl das berühmteste Rennen ist.
Die Verbindung von Russell zu Pierre de Coubertin, dem Begründer der Olympischen Spiele der Neuzeit, liegt im Dunkel. Coubertin war bemüht, die olympische Bewegung durch hochgestellte Persönlichkeiten möglichst vieler verschiedener Nationen über die Welt zu verbreiten. Russell war zu jener Zeit ein aufstrebender und sportlich interessierter Zeitgenosse, der 1895 zum Privatsekretär des Kolonialministers Joseph Chamberlain berufen wurde. Im Juli 1894 veröffentlichte Coubertin die Liste der ersten Mitglieder, die das IOC vertreten sollten. Auf dieser Liste stand auch Russell.
Coubertin, der Wert auf Rang und Ansehen der von ihm ausgewählten Mitglieder legte, dürfte zweifelsfrei in Russell eine geeignete Person für seine Zwecke gesehen haben. Rückblickend äußerte sich Coubertin jedoch enttäuscht von seinen beiden britischen Vertretern im IOC, Arthur Russell und Charles Herbert. 1897 berief Coubertin Robert Stuart de Courcy Lafan für das Vereinigte Königreich ins IOC. Russell hingegen schied 1898 als bereits drittes von 13 Gründungsmitgliedern nach Mario Adinolfo Lucchesi-Palli und Demetrius Vikelas wieder aus.
Die politische und diplomatische Karriere von Russell blieb von diesem Rücktritt unberührt. 1900 wurde er zum Gouverneur von Madras ernannt. 1904 war er für kurze Zeit Generalgouverneur und Vizekönig von Indien. Er wurde als Knight Grand Commander des Order of the Star of India sowie des Order of the Indian Empire ausgezeichnet. Er kämpfte als Offizier der Territorial Force im Ersten Weltkrieg und erreichte 1919 den Brevet-Rang eines Colonel. Nach dem Krieg bekleidete er eine Reihe von zivilen Ehrenämtern.
Daneben war Lord Ampthill ein engagierter Zauberkünstler, der 1927 Mitglied im Englischen Zauberverein The Magic Circle wurde. Von 1931 bis 1935 war er dessen Präsident.